# 托莱特
托莱特（德語：Tollet）是奥地利上奧地利州格里斯基兴县的一个市镇。